# Гонка Формулы-E в Берлине
Гонка Формулы-Е в Берлине — один их этапов соревнования среди одноместных электрических болидов чемпионата Формулы-E. На данный момент проводится на временной трассе на территории бывшего берлинского аэропорта Темпельхоф. Впервые этап был проведен в сезоне 2014—15.

## Трассы

### Аэропорт Темпельхоф
В 2015 году впервые состоялся этап, который прошёл на временной трассе длиной 2,469 км, включающей в себя 17 поворотов, на территории бывшего аэропорта Темпельхоф. Однако на следующий год этап прошёл в другом месте, так как на территории бывшего аэропорта был размещен лагерь для беженцев. В 2017 году этап вернулся на свое первоначальное место и прошел на новой конфигурации трассы. С тех пор гонка Формулы-Е в Берлине ежегодно проводится на территории бывшего аэропорта.
В 2020 году в связи с пандемией COVID-19 и временной приостановкой сезона, организаторы приняли решение провести этап с уникальным расписанием и форматом — в течение девяти дней провести шесть гонок и определить чемпиона сезона. При этом использовались разные конфигурации трассы: первые две гонки прошли на традиционной конфигурации, но в направлении по часовой стрелки (обратное), следующие две гонки прошли вновь на традиционной конфигурации в направлении против часовой стрелки (обычное), и последние две гонки прошли на новой конфигурации трассы с большим количеством поворотов.
В 2021 году берлинский этап вновь принял финал сезона. В нём была традиционная конфигурация трассы, однако, как и в прошлом году, использовались разные направления трассы — первая гонка прошла в направлении против часовой стрелки, вторая — по часовой. В 2022 году этап вновь состоял из двух гонок, каждая из которых использовала разное направление трассы.
В 2024 году конфигурация трассы была изменена.

### Городская трасса Берлина (Карл-Маркс-аллее)
В 2016 году гонка Формулы-Е в Берлине проходила на трассе в центре Берлина. Трасса пролегала на Карл-Маркс-Аллее. Длина трассы была 1,927 км и состояла из 11 поворотов.

## Победители
| Сезон   | Сезон   | Дата проведения | №  | Пилот                   | Команда                          | Трасса                                     | Отчёт |
| ------- | ------- | --------------- | -- | ----------------------- | -------------------------------- | ------------------------------------------ | ----- |
| 2023—24 | Гонка 2 | 12 мая 2024     | 20 | Антониу Феликс да Кошта | TAG Heuer Porsche Formula E Team | Аэропорт Темпельхоф (2024)                 | Отчёт |
| 2023—24 | Гонка 1 | 11 мая 2024     | 19 | Ник Кэссиди             | Jaguar TCS Racing                | Аэропорт Темпельхоф (2024)                 | Отчёт |
| 2022—23 | Гонка 2 | 23 апреля 2023  | 18 | Ник Кэссиди             | Envision Racing                  | Аэропорт Темпельхоф (2017, Против часовой) | Отчёт |
| 2022—23 | Гонка 1 | 22 апреля 2023  | 17 | Митч Эванс              | Jaguar TCS Racing                | Аэропорт Темпельхоф (2017, Против часовой) | Отчёт |
| 2021—22 | Гонка 2 | 15 мая 2022     | 16 | Ник де Врис             | Mercedes-EQ Formula E Team       | Аэропорт Темпельхоф (2017, По часовой)     | Отчёт |
| 2021—22 | Гонка 1 | 14 мая 2022     | 15 | Эдоардо Мортара         | ROKiT Venturi Racing             | Аэропорт Темпельхоф (2017, Против часовой) | Отчёт |
| 2020—21 | Гонка 2 | 15 августа 2021 | 14 | Норман Нато             | ROKiT Venturi Racing             | Аэропорт Темпельхоф (2017, По часовой)     | Отчёт |
| 2020—21 | Гонка 1 | 14 августа 2021 | 13 | Лукас ди Грасси         | Audi Sport Abt Schaeffler        | Аэропорт Темпельхоф (2017, Против часовой) | Отчёт |
| 2019—20 | Гонка 6 | 13 августа 2020 | 12 | Стоффель Вандорн        | Mercedes-Benz EQ Formula E Team  | Аэропорт Темпельхоф (2020)                 | Отчёт |
| 2019—20 | Гонка 5 | 12 августа 2020 | 11 | Оливер Роуленд          | Nissan e.dams                    | Аэропорт Темпельхоф (2020)                 | Отчёт |
| 2019—20 | Гонка 4 | 9 августа 2020  | 10 | Жан-Эрик Вернь          | DS Techeetah                     | Аэропорт Темпельхоф (2017, По часовой)     | Отчёт |
| 2019—20 | Гонка 3 | 8 августа 2020  | 9  | Максимилиан Гюнтер      | BMW i Andretti Motorsport        | Аэропорт Темпельхоф (2017, По часовой)     | Отчёт |
| 2019—20 | Гонка 2 | 6 августа 2020  | 8  | Антониу Феликс да Кошта | DS Techeetah                     | Аэропорт Темпельхоф (2017, Против часовой) | Отчёт |
| 2019—20 | Гонка 1 | 5 августа 2020  | 7  | Антониу Феликс да Кошта | DS Techeetah                     | Аэропорт Темпельхоф (2017, Против часовой) | Отчёт |
| 2018—19 | 2018—19 | 25 мая 2019     | 6  | Лукас ди Грасси         | Audi Sport Abt Schaeffler        | Аэропорт Темпельхоф (2017, Против часовой) | Отчёт |
| 2017—18 | 2017—18 | 19 мая 2018     | 5  | Даниэль Абт             | Audi Sport Abt Schaeffler        | Аэропорт Темпельхоф (2017, Против часовой) | Отчёт |
| 2016—17 | Гонка 2 | 11 июня 2017    | 4  | Себастьен Буэми         | Renault e.Dams                   | Аэропорт Темпельхоф (2017, Против часовой) | Отчёт |
| 2016—17 | Гонка 1 | 10 июня 2017    | 3  | Феликс Розенквист       | Mahindra Racing                  | Аэропорт Темпельхоф (2017, Против часовой) | Отчёт |
| 2015—16 | 2015—16 | 21 мая 2016     | 2  | Себастьен Буэми         | Renault e.Dams                   | Карл-Маркс-аллее                           | Отчёт |
| 2014—15 | 2014—15 | 23 мая 2015     | 1  | Жером Д’Амброзио        | Dragon Racing                    | Аэропорт Темпельхоф (2015)                 | Отчёт |

## Галерея

Конфигурация трассы «Аэропорт Темпельхоф», использовавшаяся в 2015 году
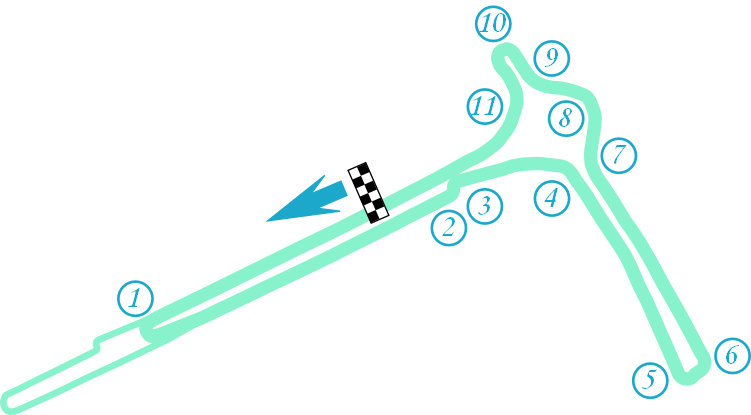
Конфигурация трассы «Карл-Маркс-Аллее», использовавшаяся в 2016 году
Конфигурация трассы «Аэропорт Темпельхоф», использовавшаяся в 2017—2023 годах
Конфигурация трассы «Аэропорт Темпельхоф» в обратном направлении, использовавшаяся в 2020—2022 годах
Изменённая конфигурация трассы «Аэропорт Темпельхоф», использовавшаяся в 5-й и в 6-й гонке 2020 года
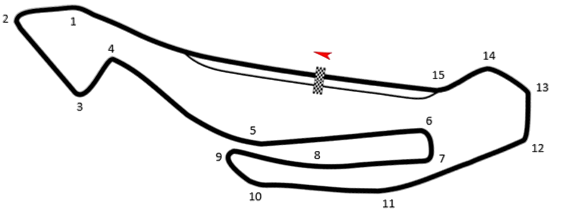
Конфигурация трассы «Аэропорт Темпельхоф», использовавшаяся в 2024 году